# Ostravský oblastní vodovod

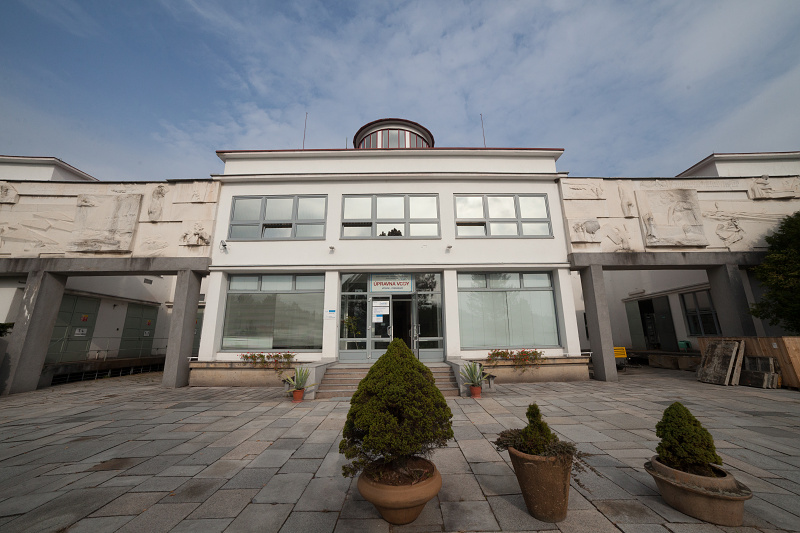
Úpravna vody Podhradí u Vítkova - panorama, autor: Boris Renner

Ostravský oblastní vodovod (OOV) je základním výrobním a distribučním systémem zajišťujícím dodávku pitné vody v Moravskoslezském kraji. V regionu zabezpečuje zásobování obyvatel pitnou vodou spolu s odkanalizováním a čištěním odpadních vod. Délka vodovodní sítě je 497 kilometrů převážně ocelového potrubí. OOV má dvě části (Beskydský a Kružberský skupinový vodovod) se třemi centrálními úpravnami vody (Podhradí, Vyšní Lhoty, Nová Ves u Frýdlantu nad Ostravicí) s celkovou kapacitou 5360 litrů za sekundu, které upravují vodu z údolních nádrží Kružberk, Morávka a Šance ve správě státního podniku Povodí Odry. Centrální úpravny vody jsou vzájemně propojeny systémem vodovodních přivaděčů s velkokapacitními vodojemy pitné vody, což umožňuje eliminovat problémy s kapacitou některého ze zdrojů a zajistit vysokou spolehlivost a plynulost dodávek. Objem 125 vodojemů systému je 303 010 m3 vody. S výjimkou čerpání do vodojemů Čeladná, Vítkov a do vodovodní sítě Orlové a příhraničního města Jastrzębie-Zdrój, je celý systém gravitační.

## Historie
Na počátku 20. století se na zásobování pitnou vodou podílely v regionu především podzemní zdroje, které však postupně přestaly stačit stoupajícím požadavkům. Historickým přelomem pro rozvoj zásobování obyvatel, průmyslu a zemědělství pitnou vodou na severní Moravě a ve Slezsku je schválení usnesení vlády ČSR ze 13. března 1954 o vybudování skupinového vodovodu z přehrady u obce Kružberk. Jako termín uvedení do provozu byl uveden rok 1958. V roce 1954 začala výstavba úpravny vody Podhradí pod plánovaným vodním dílem Kružberk. Současně byly zahájeny práce na zajištění přívodu surové vody z budované údolní nádrže Kružberk. V průběhu čtyř let byla od nádrže proražena štola v délce 6,7 kilometru s kruhovým profilem 240 centimetrů, která umožňuje dopravit až devět metrů krychlových vody za sekundu.

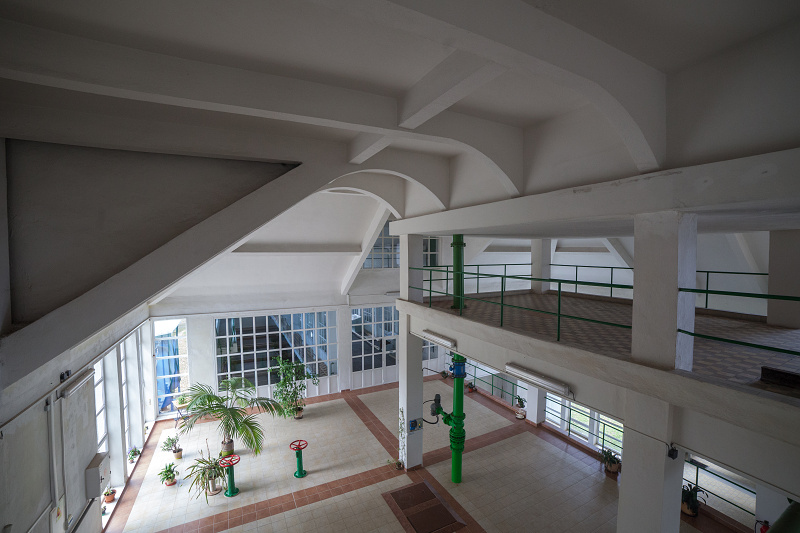
Úpravna vody Vyšní Lhoty - interiér, autor: Boris Renner

## Technické parametry a řešení

### Kružberský skupinový vodovod (KSV)
Souběžně s výstavbou úpravny vody v Podhradí byly budovány vodovodní řady pro dodávku pitné vody pro město Ostrava. První budovaný úsek KSV (I. větev) 20. prosince 1958 zahájil dodávku vody z Podhradí do Ostravy. Voda je vedena vodárenskou betonovou štolou o průměru 2100 milimetrů a délce 5663 metrů do obce Domoradovice. Je vyražena v masivu až v hloubce 100 metrů. V Domoradovicích navazují na štolu vodovodní přivaděče. První s profilem 1000 milimetrů a s délkou 28 kilometrů, která je dělena na tři samostatné tlakové úseky dvěma přerušovacími komorami v Hradci nad Moravicí a Novými Sedlicemi.
První úsek KSV byl zakončen výstavbou dvou vodojemů o kapacitě 2 x 6000 m3 v Krásném poli. Do konce 50. let byly vybudovány dva navazující úseky vodovodních přivaděčů na trase Krásné Pole - Ludgeřovice a Krásné Pole - Záhumenice.
V šedesátých letech 20. století přestala kapacita I. větve KSV dostačovat. Rozvoj průmyslu, vznik velkých aglomerací vyvolával značný růst spotřeby pitné vody. Byla vybudována druhá větev KSV o profilu 1000 milimetrů, dlouhá přes 28 kilometrů, jejíž tlakový režim je rozdělen na dva úseky přerušovací komorou u obce Raduň.
Plynule v návaznosti na výstavbu v 50. letech pokračovala výstavba přivaděčů do Karviné (Ludgeřovice - Doubrava - Karviná - Staré Město), Ostravy - Bělé, kde byla v areálu vodojemů vybudována čerpací stanice, která dopravuje pitnou vodu přes Staříč do Chlebovic u Frýdku-Místku, a Studénky (Záhumenice - Bělá a Záhumenice - Butovice - Studénka).

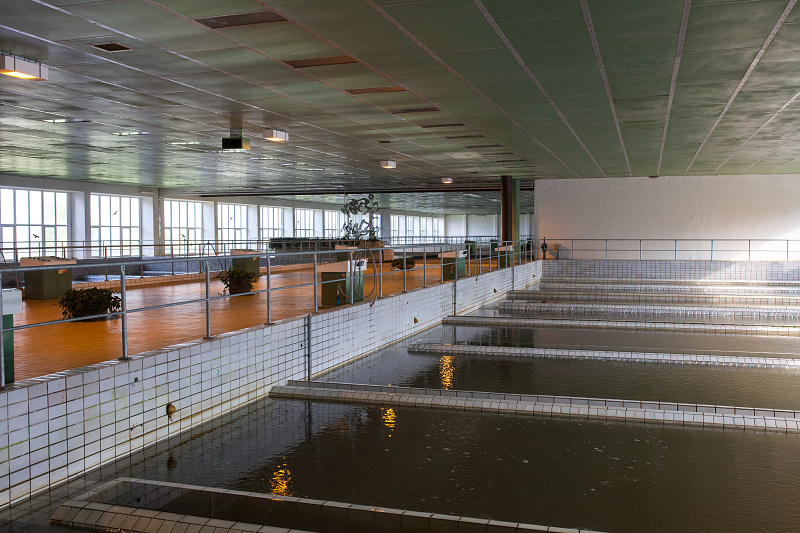
Úpravna vody Nová Ves u Frýdlantu nad Ostravicí - pískové filtry, autor: Boris Renner

### Beskydské zdroje (Beskydský skupinový vodovod)
V padesátých letech 20. století rostly s rozvojem kraje nároky na objem dodávek pitné vody (vznik města Havířov). V červenci 1954 vláda ČR schválila výstavbu úpravny vody ve Vyšních Lhotách na Frýdecko-Místecku. Stavba začala v roce 1955, provoz byl zahájen v roce 1961. Do té doby musel dodávky Havířov řešit z provizorních zdrojů. Celá stavba byla dokončena v prosinci 1963. Úpravna zpracovává vodu z údolní nádrže Morávka, kam je dopravována gravitačním přivaděčem surové vody o profilu 500 milmetrů, délce 9,5 kilometru a kapacitě 300 litrů za sekundu. Úpravna zásobuje vodou oblasti Frýdecko-Místecka a Karvinska.
Kritickou situaci se zásobováním pitné vody na Frýdecko-Místecku v 60. letech 20. století vyřešila stavba údolní nádrže Šance v Beskydech a úpravna vody v Nové Vsi u Frýdlantu nad Ostravicí. Kvůli kritické situaci v zásobování byla přijata řada opatření, aby mohlo začít zásobování pitnou vodou i přesto, že výstavba vodního díla Šance ani úpravny vody v Nové Vsi nebyla dosud dokončena. S odběrem 80 litrů za sekundu z vodního díla se začalo v červenci 1969, v květnu 1971 byly ještě na nedokončené úpravně vody instalovány mikrofiltry jako nová technologie úpravy vody. To vedlo ke zvýšení kapacity úpravny o 300 litrů za sekundu. V říjnu 1973 byl zahájen zkušební provoz osmi otevřených pískových filtrů, objektu dávkování chemikálií a dalších zařízení. Kapacita se tím zvýšila o dalších 900 litrů za sekundu. V prosinci roku 1983 skončila další etapa intenzifikace, díky které se zvýšila kapacita až na 1800 litrů za sekundu. Koncem roku 1986 byl zahájen zkušební provoz rozšířené úpravny a konečná kapacita dosáhla 2 200 litrů za sekundu.

## Úpravny pitné vody
Ostravský oblastní vodovod disponuje třemi nejvýznamnějšími úpravnami pitné vody. Do úpravny vody Podhradí u Vítkova (s max. výrobní kapacitou 2700 l/s) směřuje voda z údolní nádrže Kružberk v podhůří Jeseníků, do úpravny vody Vyšní Lhoty (450 l/s) voda z beskydského vodního díla Morávka. Do úpravny Nová Ves u Frýdlantu nad Ostravicí (2200 l/s) je přiváděna voda z vodního díla Šance v Beskydech.
Na přivaděčích surové vody z údolních nádrží do těchto úpraven byly v nedávné minulosti vybudovány malé vodní elektrárny, které využívají stálý průtok a dostatečný spád k výrobě elektrické energie. První MVE byla postavena v roce 1993 v areálu úpravny vody Nová Ves. V roce 2019 zde proběhla výměna technologie a související infrastruktury. Instalována byla nová průtoková turbína s generátorem o výkonu 463 kW, díky čemuž výroba elektrické energie přibližně o čtvrtinu převyšuje spotřebu úpravny. MVE u úpravny vody Podhradí byla zprovozněna v roce 2014 a ročně vyrábí cca 1500 MWh elektrické energie, tedy o čtvrtinu více, než činí spotřeba úpravny. V případě MVE u úpravny vody Vyšní Lhoty produkce elektrické energie překračuje spotřebu dvojnásobně. Přebytky vyrobené elektrické energie z těchto MVE jsou dodávány do elektrické distribuční soustavy.